# Чилтер-Мармара
Чилте́р-Марма́ра — печерний монастир розташований за 1,5 км на північний захід від с. Тернівка (колишнє Шулі) в обриві скелі Чилтер-кая (Крим). Остання нависає над Кара-кобінською і Шульською долинами.

## Опис комплексу
Багато християнських храмів виникло саме на тих самих місцях, які в язичництві шанувалися як священні. Одним з подібних споруд можна назвати печерний монастир Чилтер-Мармара, який виник одночасно з Шулданом (VIII ст.), Але значніший за розмірами. Челтер в перекладі — «решітка», Мармара — назва середньовічної села, що знаходилася біля підніжжя гори. У ньому налічується понад 50 печер, розташованих у чотири яруси: келії, трапезна, господарські і підсобні приміщення, 4 церкви. В давнину вони з'єднувалися дерев'яними сходами, балкончиками, галереями, що нагадували ажурні ґрати.

## Історія досліджень
В історіографії відомості про Чилтер трапляються рідко, але, тим не менше, йому були присвячені окремі, відносно докладні публікації.

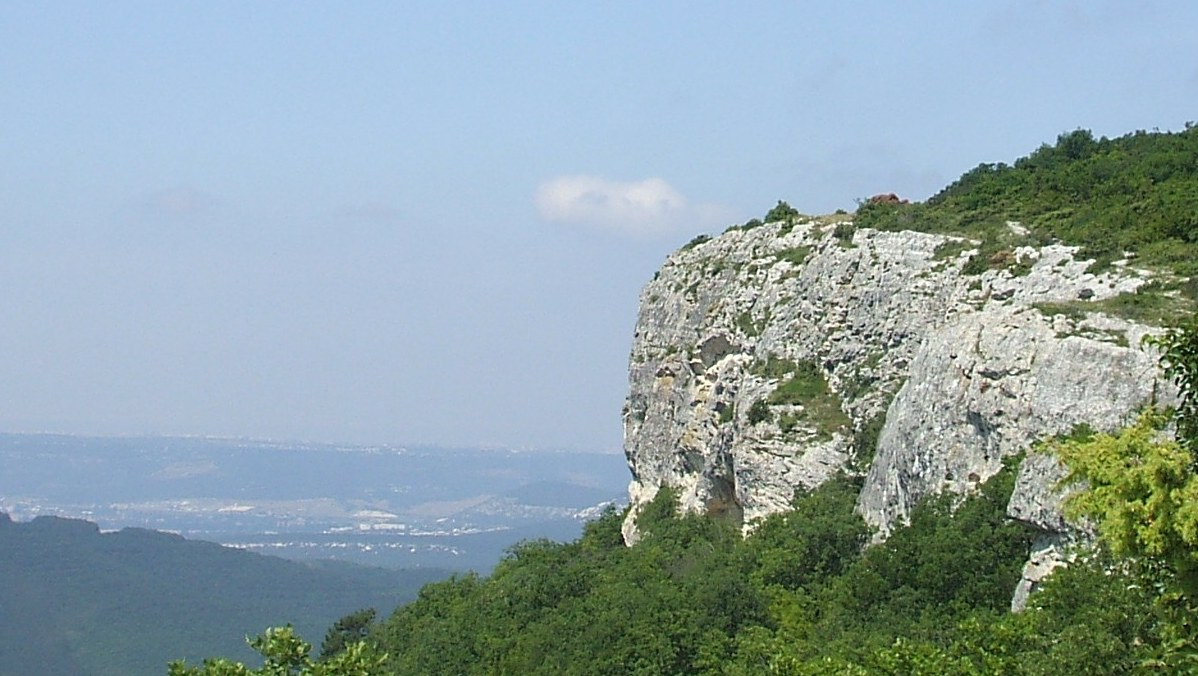
Челтер-Мармара вигляд з боку Шулдану

Перші повні відомості про монастир були опубліковані лише О. Бертьє-Делагардом (1886), який відзначив тут 50 приміщень, з яких 3 були церквами. Головним храмом дослідник вважав велику природну печеру довжиною понад 30 м, в східній частині якої вирубана апсида. Він також детально вивчив церкву в третьому ярусі, аналоги якої Бертьє-Делагард бачив в малому храмі Шулдана і церкві скиту на станції Інкерман-1. Опублікував він і відомості про церкву в четвертому ярусі, правда, без архітектурних обмірів, а також про культову печеру в п'ятому ярусі, яку визначив як маленьку каплицю або житло схимника.
В. Латишев розглянув ряд фрагментів написів з Чилтера, датуючи одну з них, з церкви в 4-му ярусі, 1403 роком.
У 1935 р. на території монастиря проводив археологічні дослідження В. Бабенчиков. Ним були розчищені головна церква і кілька приміщень другого ярусу (1941). Датував В. Бабенчиков монастир XI—XV ст. В ході зазначених робіт з'ясувалося, що власне церквою був не увесь грот, а тільки його східна частина.
Відомості про три церкви в Чилтер-Мармара (без каплиці в 5-му ярусі) навів Н. Рєпніков в «Археологічній карті».
Найдокладніший опис монастиря з архітектурними обмірами було складено Є. Веймарном і М. Чорефом (1978). Датували вони монастир VIII—IX ст., не навівши при цьому жодних серйозних аргументів (наявність на стіні вирізаного рівноконечного хреста і гробниці, вирубаної в скелі, з точки зору сучасних даних, ніяк не може бути ознакою для визначення вузької дати).
У 1970-х рр. на Чилтері проводила архітектурні обміри Херсонеська експедиція Інституту археології АН СРСР, результати роботи якої були опубліковані С. Бєляєвим і В. Бушенковим (1986).
У ході робіт було виявлено 56 збережених приміщень і 30 дуже зруйнованих. Церкви монастиря — головна і в 3-му ярусі — були охарактеризовані коротко, храм же 4-го ярусу інтерпретований авторами як господарське приміщення, хоча там присутні всі елементи культового приміщення. Без всяких серйозних аргументів, тільки на підставі іконопоклонницької гіпотези, монастир був ними датований VIII—IX ст.
Архітектурні особливості церков: № 1, звичайна однонефна церква, з плоскою стелею, без будь-яких архітектурних надмірностей. Прямих аналогій їй знайти не вдалося. Треба думати, що за своїми параметрами вона старша від низки інкерманських. Церкви № 2 і 3, як зазначалося, пізнішого походження і пов'язані вже з розширенням монастиря. Хронологічні ознаки для датування церкви № 4 відсутні.
Припускають, що монастир функціонував із XII—XIII ст. до кінця XV ст.